# Psi Virginis
Psi Virginis (ψ Virginis, förkortat Psi Vir, ψ Vir), som är stjärnans Bayer-beteckning, är en misstänkt dubbelstjärna i den södra delen av stjärnbilden Jungfrun. Den har en genomsnittlig skenbar magnitud på +4,80 och är synlig för blotta ögat där ljusföroreningar ej förekommer. Baserat på parallaxmätningar i Hipparcos-uppdraget på 6,0 mas beräknas den befinna sig på ca 540 ljusårs (167 parsek) avstånd från solen.

## Egenskaper
Psi Virginis är en röd till orange jättestjärna av spektralklass M3 III. Den har en radie som är ca 40 gånger större än solens och utsänder ca 1 450 gånger mera energi än solen från dess fotosfär vid en effektiv temperatur på ca 3 700 K.
Psi Virginis, eller 40 Virginis, är en halvregelbunden variabel av SR-typ. Den varierar mellan skenbar magnitud +4,73 och 4,96. Sju uppmätta pulsationsperioder sträcker sig från 22,4 till 162,6 dygn och amplituden varierar upp till 0,022 magnituder. Stjärnan är en ljus källa till röntgenstrålning med en styrka på 21,58 × 1029 erg/s. Den har en  följeslagare av magnitud 8,3 med en vinkelseparation på 0,04 bågsekunder.